# قضیه انتگرال کوشی

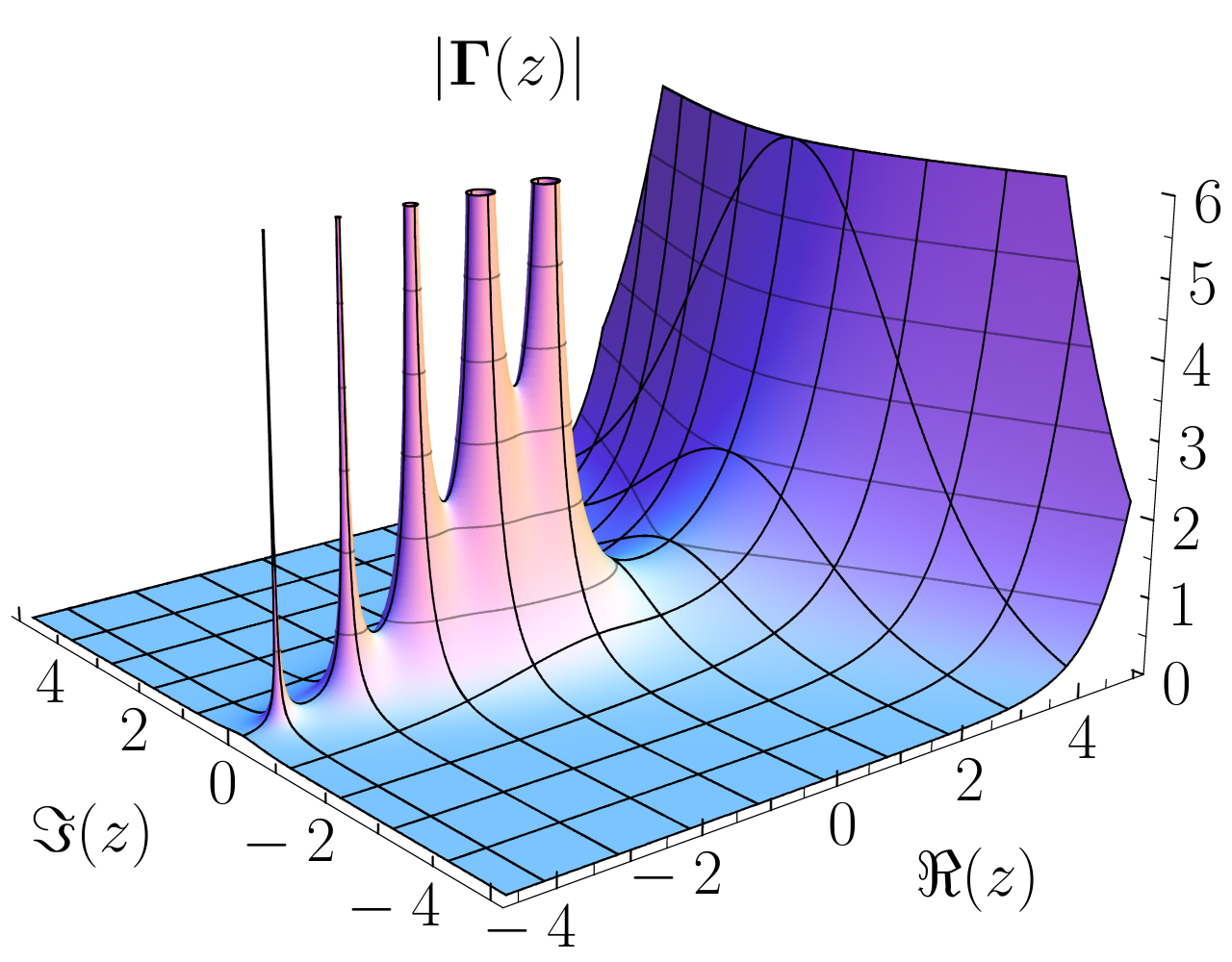
قضیه انتگرال

در علم ریاضیات و در بحث تابع مختلط قضیه ای تحت عنوان انتگرال کوشی با برآورده شدن شرایطی خاص برقرار است. این قضیه به نام ریاضیدان مبدع آن آگوستین لوییس کوشی نامگذاری شده‌است و از قضایای مهم در انتگرال خطی تابع مختلط به شمار می‌رود و دارای دو بخش مرتبط با هم هست.

## تعریف
بخش اول : طبق این قضیه هرگاه تابع مختلطی در معادلات کوشی-ریمان صدق کند، آنگاه می‌توان در صفحه مختلط، دو نقطه دلخواه مانند A و B و دو مسیر فرضی ۱ و ۲ که هر دو از A شروع شده و به B می رسند را در نظر گرفت. اگر از هرکدام از مسیرها انتگرال بگیریم، مقدار این دو انتگرال برابر هم هستند.
بخش دوم : در ادامه بخش اول ثابت می‌شود که اگر بر روی هر مسیر بسته دلخواه {\displaystyle \!\,\gamma }، انتگرال گیری شود، مقدار این انتگرال بسته برابر صفر می‌شود:
{\displaystyle \oint _{\gamma }f(z)\,dz=0.}
این قضیه در حل بسیاری از انتگرال‌های توابع مختلط به کار می آید و به کمک آن می‌توان مقدار بسیاری از انتگرال‌های توابع حقیقی را که به راحتی قابل حل نیست را پیدا کرد.